# Acciaio ipereutettoidico
Gli acciai ipereutettoidici sono acciai con tenori di carbonio superiori a quelli dell'eutettoide (circa 0,77% in peso di carbonio), ma minori dell'inizio dell'eutettica (mai oltre il 2,06%, altrimenti si parla di ghise).

## Struttura e caratteristiche
Dal punto di vista microstrutturale, un acciaio ipereutettoidico è costituito da perlite e cementite secondaria, formatasi a temperature superiori a quella dell'eutettoidica (che si trova a circa 727 °C).
A causa dell'elevato contenuto di carbonio, questi acciai vengono raramente utilizzati in lega con altri elementi, perché questo provocherebbe un ulteriore infragilimento del metallo.
L'elevato contenuto di carbonio li rende inadatti ad applicazioni strutturali, perché la tenacità è molto ridotta, altro svantaggio portato dal tenore di carbonio è la ridottissima saldabilità.
Le loro capacità meccaniche ne favoriscono invece l'uso nelle corde per strumenti musicali, in questo caso vengono inseriti nel gruppo degli acciai armonici anche se non hanno un contenuto di silicio simile agli altri membri dello stesso gruppo.